# Manuel Guijarro
Manuel Guijarro Arenas (ur. 7 lipca 1998 w Villarrobledo) – hiszpański lekkoatleta, sprinter.
Specjalizuje się w biegu na 400 metrów. Startował w sztafecie 4 × 400 metrów na halowych mistrzostwach świata w 2018 w Birmingham, ale odpadł w eliminacjach.
Zdobył srebrny medal w sztafecie 4 × 400 metrów (w składzie: Óscar Husillos, Guijarro, Lucas Búa i Bernat Erta) na halowych mistrzostwach Europy w 2019 w Glasgow, a w biegu na 400 metrów odpadł w półfinale. Sztafeta Hiszpanii ustanowiła wówczas halowy rekord swego kraju rezultatem 3:06,32

## Rekordy życiowe
- Bieg na 400 metrów – 45,47 (18 czerwca 2022, Madryt)
- Bieg na 400 metrów (hala) – 46,02 (26 lutego 2022, Ourense)[5].